# James Pritchard
James Gordon Pritchard (Parkes, 21 luglio 1979) è un ex rugbista a 15 australo-canadese, militante dal 2006 nel ruolo di estremo e, talora, ala, nel club inglese del Bedford Blues; è al 2021 il miglior realizzatore della nazionale del Canada, per la quale giocò dal 2003 al 2015.

## Biografia
Proveniente da Parkes, nello Stato australiano del Nuovo Galles del Sud, Pritchard proviene dal rugby a 13: prima di entrare nel Randwick, club a 15 di Sydney, infatti, militò nelle giovanili dei Parramatta Eels, tra le più note compagini del league australiano.
Mentre giocava nell'emisfero Nord negli inglesi del Bedford Blues e in quello Sud nel Randwick, entrò nel 2002 in contatto con lo staff della Nazionale del Canada in tour in Australia; avendo Pritchard un nonno proveniente dalla provincia canadese del Saskatchewan (a sua volta figlio di un emigrato dal Regno Unito), era idoneo a rappresentare il Paese nordamericano e il giocatore espresse la sua disponibilità a vestire la maglia rossa dei Canuck; il suo conterraneo David Clark, all'epoca allenatore della squadra, espresse parere favorevole a condizione che Pritchard si trasferisse a giocare in Canada, cosa che egli fece andando, nel 2003, a militare nei Prairie Fire di  Regina.
In quello stesso anno giunse l'esordio internazionale contro i New Zealand Māori (sconfitta 27-65) e più avanti la partecipazione alla Coppa del Mondo di rugby 2003.
Fu poi in Inghilterra a Plymouth e nel 2005 firmò un contratto con i francesi del Perpignano, ma pochi mesi più tardi, senza ancora essere mai sceso in campo, fu licenziato per avere curato nel Regno Unito un infortunio persistente alla coscia senza né informare il club né dare informazioni sul tipo di cure ricevute; tornato in Inghilterra nel gennaio 2006 accettò un ingaggio presso il Northampton come rimpiazzo fino a fine stagione.
Tornato a Bedford nella stagione di seconda divisione 2005-06, Pritchard fu presente per il Canada alla Coppa del Mondo di rugby 2007 in Francia e, successivamente, a quella del 2011 in Nuova Zelanda.
Il 15 giugno 2013 a Toronto, durante un test match perso 14-40 contro l'Irlanda, Pritchard superò il precedente record di punti per la Nazionale canadese, detenuto da Gareth Rees con 491.
Inizialmente escluso dalla rosa per la Coppa del Mondo 2015, annunciò il proprio ritiro internazionale che tuttavia differì a dopo la fine della competizione in quanto fu chiamato, in corso di torneo, a sostituire l'infortunato Liam Underwood; terminò la carriera in maglia rossa a Leicester contro la Romania dopo 62 partite e 607 punti, record internazionale canadese.
Alla fine della stagione successiva lasciò Bedford con il record di miglior marcatore del RFU Championship (2673 punti; dopo due spezzoni di stagione a Coventry e all'Old Albanians, nel 2017 fu ingaggiato dall'Ampthill, squadra dell'omonima località del Bedfordshire in cui in due stagioni mise a segno più di 330 punti complessivi prima di annunciare nel 2019 il ritiro a fine campionato.